# Futura Volley Busto Arsizio 2014-2015
Questa voce raccoglie le informazioni riguardanti la Futura Volley Busto Arsizio nelle competizioni ufficiali della stagione 2014-2015.

## Stagione
La stagione 2014-15 è per la Futura Volley Busto Arsizio, sponsorizzata dall'Unendo e della Yamamay, la nona, l'ottava consecutiva, in Serie A1: viene confermato sia l'allenatore Carlo Parisi che alcune giocatrici dell'annata precedente ossia Francesca Marcon, Giulia Leonardi, Joanna Wołosz, Alice Degradi e Ciara Michel; tra gli acquisti spiccano Ekaterina Bogačëva, Letizia Camera e Freya Aelbrecht, i ritorni di Helena Havelková e Giulia Pisani ed il prestito dal Volley Bergamo di Valentina Diouf, mentre tra le cessioni di segnalano quelli di Valentina Arrighetti, Serena Ortolani, Anne Buijs, Ilaria Garzaro e Lonneke Slöetjes.

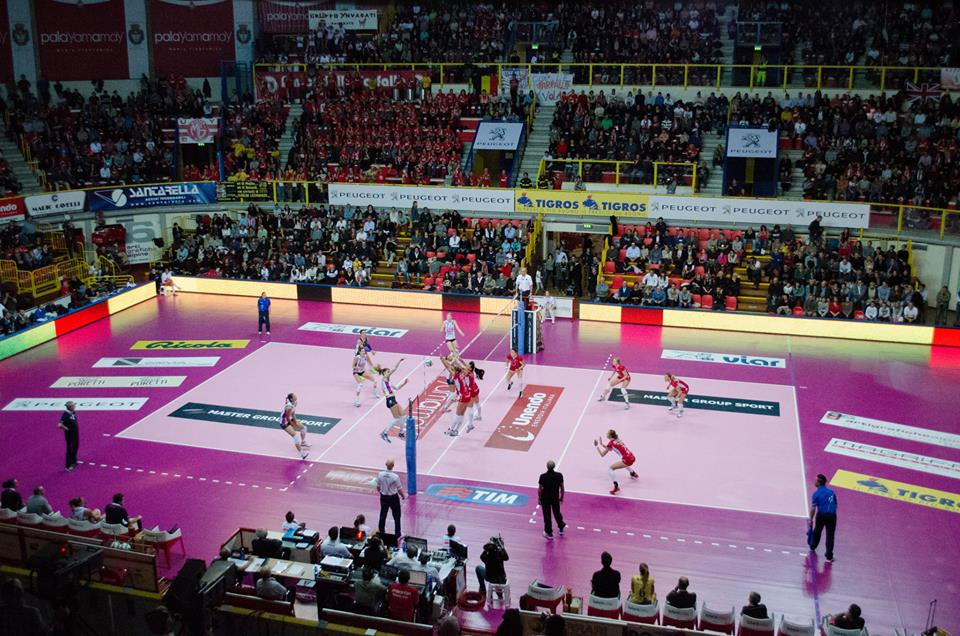
Squadra in campo al PalaYamamay durante la partita di campionato contro l'AGIL Volley

La stagione si apre con la Supercoppa italiana, a cui la Futura Volley Busto Arsizio partecipa grazie al raggiungimento della finale dei play-off scudetto nella stagione 2013-14; nella semifinale supera il Volley Bergamo, finalista della Coppa Italia 2013-14, ed accede alla finale, dove incontra il River Volley, già qualificato all'atto finale in quanto vincitrice dello scudetto e della Coppa Italia nella passata stagione: è proprio il team di Piacenza ad aggiudicarsi la competizione grazie alla vittoria per 3-2.
Il campionato si apre con la vittoria al tie-break contro la Pallavolo Scandicci, mentre la prima sconfitta arriva alla terza giornata in casa dell'AGIL Volley: dopo un periodo di risultati altalenanti, la squadra lombarda chiude il girone di andata con quattro successi in cinque gare disputate e il raggiungimento del sesto posto in classifica, qualificandosi per la Coppa Italia. Il girone di ritorno si apre con la sconfitta inflitta dalla Pallavolo Scandicci: a questa seguono per tutto il resto della regular season esclusivamente vittorie, eccetto due sconfitte consecutive tra la diciannovesima e ventesima giornata, che portano il club bustocco al quinto posto in classifica. Nei quarti di finale dei play-off scudetto la sfida è con il River Volley: dopo aver vinto gara 1 in trasferta, la Futura Volley Busto Arsizio perde sia gara 2 che gara 3, entrambe per 3-1, venendo eliminata dalla corsa al titolo di campione d'Italia.
Il sesto posto al termine del girone di andata della Serie A1 2014-15 consente alla Futura Volley Busto Arsizio di partecipare alla Coppa Italia; si qualifica alla Final Four di Rimini grazie al doppio successo sia nella gara di andata che in quella di ritorno sul Volleyball Casalmaggiore: in semifinale tuttavia viene sconfitta per 3-1 dalla LJ Volley.
La squadra è qualificata alla Champions League grazie al raggiungimento della finale scudetto nel campionato 2013-14: con quattro successi e due sconfitte supera la fase a gironi con il secondo posto nel proprio raggruppamento, accedendo alla fase ad eliminazione diretta. Nei play-off a 12 ha la meglio sull'Azəryol Voleybol Klubu, pur perdendo la gara di ritorno per 3-2, mentre nei play-off a 6 liquida con un doppio 3-0 la Ženskij volejbol'nyj klub Dinamo Moskva. Raggiunge quindi la Final Four di Stettino ed è proprio in semifinale che incontra le padrone di casa del Klub Piłki Siatkowej Chemik Police: il successo per 3-0 consente alle italiane di approdare per la prima volta alla finale della massima competizione europea per club; tuttavia è l'Eczacıbaşı Spor Kulübü a diventare la squadra campione d'Europa grazie alla vittoria per 3-0.

## Organigramma societario
Area direttiva
- Presidente: Michele Forte
- Presidente onorario: Raffaele Forte
- Direttore generale: Massimo Aldera
- Amministrazione: Milvia Testa

Area organizzativa
- Team manager: Enzo Barbaro
- Dirigente accompagnatore: Alberto Gallo, Giordano Polato
- Responsabile palazzetto: Staff A.S.S.B.

Area tecnica
- Allenatore: Carlo Parisi
- Allenatore in seconda: Marco Musso
- Scout man: Tommaso Barbato
- Responsabile settore giovanile: Giuseppe Gabri

Area comunicazione
- Ufficio stampa: Giorgio Ferrario
- Responsabile comunicazioni: Enzo Barbaro
- Speaker: Adriano Broglia
- Fotografo: Gabriele Alemani
- Video: Roberto Danieli
- DJ: Willy DJ

Area sanitaria
- Medico: Nadia Brogioli
- Preparatore atletico: Ezio Bramard
- Fisioterapista: Michele Forte
- Massaggiatore: Marco Forte

## Rosa
| N° | Nome               | Ruolo | Data di nascita  | Nazionalità sportiva |
| -- | ------------------ | ----- | ---------------- | -------------------- |
| 1  | Ekaterina Bogačëva | C     | 2 gennaio 1990   | Russia               |
| 2  | Alice Degradi      | S     | 10 aprile 1996   | Italia               |
| 3  | Valentina Rania    | S     | 24 marzo 1985    | Italia               |
| 5  | Ciara Michel       | C     | 2 luglio 1985    | Regno Unito          |
| 6  | Giulia Leonardi    | L     | 1º dicembre 1987 | Italia               |
| 7  | Francesca Marcon   | S     | 9 luglio 1983    | Italia               |
| 8  | Rebecca Perry      | S/O   | 29 dicembre 1988 | Stati Uniti          |
| 9  | Freya Aelbrecht    | C     | 10 febbraio 1990 | Belgio               |
| 12 | Letizia Camera     | P     | 1º ottobre 1992  | Italia               |
| 13 | Valentina Diouf    | S/O   | 10 gennaio 1993  | Italia               |
| 14 | Joanna Wołosz      | P     | 7 aprile 1990    | Polonia              |
| 16 | Helena Havelková   | S     | 25 luglio 1988   | Rep. Ceca            |
| 17 | Giulia Pisani      | C     | 4 giugno 1992    | Italia               |

## Mercato
| Acquisti | Acquisti           | Acquisti        | Acquisti   |
| R.       | Nome               | da              | Modalità   |
| -------- | ------------------ | --------------- | ---------- |
| C        | Freya Aelbrecht    | RC Cannes       | definitivo |
| C        | Ekaterina Bogačëva | Fakel           | definitivo |
| P        | Letizia Camera     | Casalmaggiore   | definitivo |
| S/O      | Valentina Diouf    | Bergamo         | prestito   |
| S        | Helena Havelková   | Eczacıbaşı      | definitivo |
| S/O      | Rebecca Perry      | Dresdner        | definitivo |
| C        | Giulia Pisani      | Ornavasso       | definitivo |
| S        | Valentina Rania    | Savino Del Bene | definitivo |

| Cessioni | Cessioni             | Cessioni        | Cessioni   |
| R.       | Nome                 | a               | Modalità   |
| -------- | -------------------- | --------------- | ---------- |
| C        | Valentina Arrighetti | Lokomotiv Baku  | definitivo |
| S/O      | Marika Bianchini     | Casalmaggiore   | definitivo |
| S        | Anne Buijs           | Lokomotiv Baku  | definitivo |
| C        | Ilaria Garzaro       | Savino Del Bene | definitivo |
| S/O      | Serena Ortolani      | Casalmaggiore   | definitivo |
| P        | Alessandra Petrucci  | San Casciano    | definitivo |
| S/O      | Lonneke Slöetjes     | Schweriner      | definitivo |
| P        | Ilaria Spirito       | Club Italia     | definitivo |

## Risultati

### Serie A1

#### Girone di andata
| 1ª giornata - 2 novembre 2014 PalaYamamay, Busto Arsizio   | Busto Arsizio | 3 - 2 | Savino Del Bene     | 25-19, 25-20, 19-25, 24-26, 15-12 |
| 2ª giornata - 9 novembre 2014 PalaVerde, Villorba          | Imoco         | 2 - 3 | Busto Arsizio       | 25-16, 12-25, 25-23, 23-25, 8-15  |
| 3ª giornata - 15 novembre 2014 PalaYamamay, Busto Arsizio  | Busto Arsizio | 0 - 3 | AGIL                | 12-25, 15-25, 24-26               |
| 4ª giornata - 19 novembre 2014 PalaGeorge, Montichiari     | Flero         | 3 - 2 | Busto Arsizio       | 25-10, 18-25, 22-25, 25-22, 18-16 |
| 5ª giornata - 23 novembre 2014 PalaYamamay, Busto Arsizio  | Busto Arsizio | 3 - 0 | Robur Tiboni Urbino | 25-19, 25-20, 25-14               |
| 6ª giornata - 30 novembre 2014 PalaFarina, Viadana         | Casalmaggiore | 3 - 1 | Busto Arsizio       | 22-25, 25-22, 25-22, 25-20        |
| 7ª giornata - 3 dicembre 2014 PalaYamamay, Busto Arsizio   | Busto Arsizio | 3 - 1 | Forlì               | 25-19, 16-25, 25-17, 25-14        |
| 8ª giornata - 6 dicembre 2014 PalaNorda, Bergamo           | Bergamo       | 2 - 3 | Busto Arsizio       | 25-22, 18-25, 21-25, 25-21, 13-15 |
| 9ª giornata - 14 dicembre 2014 PalaYamamay, Busto Arsizio  | Busto Arsizio | 3 - 1 | River               | 20-25, 25-20, 25-20, 25-22        |
| 10ª giornata - 21 dicembre 2014 PalaPanini, Modena         | LJ            | 3 - 0 | Busto Arsizio       | 25-22, 25-15, 25-18               |
| 11ª giornata - 26 dicembre 2014 PalaYamamay, Busto Arsizio | Busto Arsizio | 3 - 2 | San Casciano        | 24-26, 25-16, 25-18, 23-25, 15-11 |

#### Girone di ritorno
| 12ª giornata - 4 gennaio 2015 Palazzetto dello Sport, Scandicci | Savino Del Bene     | 3 - 0 | Busto Arsizio | 25-22, 25-23, 26-24               |
| 13ª giornata - 10 gennaio 2015 PalaYamamay, Busto Arsizio       | Busto Arsizio       | 3 - 1 | Imoco         | 21-25, 25-19, 25-19, 25-21        |
| 14ª giornata - 18 gennaio 2015 PalaTerdoppio, Novara            | AGIL                | 2 - 3 | Busto Arsizio | 25-22, 19-25, 25-22, 16-25, 9-15  |
| 15ª giornata - 25 gennaio 2015 PalaYamamay, Busto Arsizio       | Busto Arsizio       | 3 - 0 | Flero         | 25-17, 25-21, 25-15               |
| 16ª giornata - 25 febbraio 2015 PalaMondolce, Urbino            | Robur Tiboni Urbino | 0 - 3 | Busto Arsizio | 13-25, 18-25, 16-25               |
| 17ª giornata - 14 febbraio 2015 PalaYamamay, Busto Arsizio      | Busto Arsizio       | 3 - 2 | Casalmaggiore | 25-19, 20-25, 26-24, 22-25, 15-13 |
| 18ª giornata - 22 febbraio 2015 PalaRomiti, Forlì               | Forlì               | 1 - 3 | Busto Arsizio | 23-25, 25-23, 20-25, 23-25        |
| 19ª giornata - 8 marzo 2015 PalaYamamay, Busto Arsizio          | Busto Arsizio       | 0 - 3 | Bergamo       | 25-27, 23-25, 22-25               |
| 20ª giornata - 15 marzo 2015 PalaBanca, Piacenza                | River               | 3 - 0 | Busto Arsizio | 25-19, 25-22, 25-16               |
| 21ª giornata - 22 marzo 2015 PalaYamamay, Busto Arsizio         | Busto Arsizio       | 3 - 1 | LJ            | 20-25, 25-13, 26-24, 31-29        |
| 22ª giornata - 29 marzo 2015 Nelson Mandela Forum, Firenze      | San Casciano        | 1 - 3 | Busto Arsizio | 18-25, 25-17, 16-25, 15-25        |

#### Play-off scudetto
| Quarti di finale (gara 1) - 9 aprile 2015 PalaBanca, Piacenza         | River         | 0 - 3 | Busto Arsizio | 16-25, 19-25, 28-30        |
| Quarti di finale (gara 2) - 12 aprile 2015 PalaYamamay, Busto Arsizio | Busto Arsizio | 1 - 3 | River         | 25-22, 18-25, 21-25, 16-25 |
| Quarti di finale (gara 3) - 15 aprile 2015 PalaBanca, Piacenza        | River         | 3 - 1 | Busto Arsizio | 28-26, 25-19, 15-25, 25-18 |

### Coppa Italia

#### Fase a eliminazione diretta
| Quarti di finale (andata) - 1º febbraio 2015 PalaYamamay, Busto Arsizio | Busto Arsizio | 3 - 2 | Casalmaggiore | 23-25, 25-19, 27-29, 25-21, 15-12 |
| Quarti di finale (ritorno) - 4 febbraio 2015 PalaFarina, Viadana        | Casalmaggiore | 0 - 3 | Busto Arsizio | 22-25, 23-25, 23-25               |
| Semifinali - 28 febbraio 2015 105 Stadium, Rimini                       | LJ            | 3 - 1 | Busto Arsizio | 25-18, 25-15, 22-25, 25-15        |

### Supercoppa italiana

#### Fase a eliminazione diretta
| Semifinali - 22 ottobre 2014 PalaGeorge, Montichiari   | Busto Arsizio | 3 - 1 | Bergamo       | 29-27, 22-25, 25-22, 25-21        |
| Finale - 25 ottobre 2014 Palazzetto dello Sport, Monza | River         | 3 - 2 | Busto Arsizio | 15-25, 25-16, 25-27, 25-19, 15-11 |

### Champions League

#### Fase a gironi
| 1ª giornata - 12 novembre 2014 PalaYamamay, Busto Arsizio        | Busto Arsizio | 3 - 0 | Viesti Salo   | 25-19, 25-20, 25-12               |
| 2ª giornata - 26 novembre 2014 Druzhba Multipurpose Arena, Mosca | Dinamo Mosca  | 3 - 1 | Busto Arsizio | 22-25, 25-21, 25-15, 25-19        |
| 3ª giornata - 10 dicembre 2014 PalaYamamay, Busto Arsizio        | Busto Arsizio | 3 - 0 | Dresdner      | 25-15, 25-16, 25-20               |
| 4ª giornata - 14 gennaio 2015 Margon Arena, Dresda               | Dresdner      | 0 - 3 | Busto Arsizio | 21-25, 18-25, 20-25               |
| 5ª giornata - 21 gennaio 2015 PalaYamamay, Busto Arsizio         | Busto Arsizio | 2 - 3 | Dinamo Mosca  | 22-25, 25-16, 20-25, 25-20, 13-15 |
| 6ª giornata - 28 gennaio 2015 Salohalli, Salo                    | Viesti Salo   | 2 - 3 | Busto Arsizio | 26-28, 25-18, 25-19, 14-25, 16-18 |

#### Fase a eliminazione diretta
| Play-off a 12 (andata) - 11 febbraio 2015 A.Y.S. Sport Hall, Baku        | Azəryol       | 1 - 3 | Busto Arsizio | 24-26, 21-25, 25-19, 14-25        |
| Play-off a 12 (ritorno) - 18 febbraio 2015 PalaYamamay, Busto Arsizio    | Busto Arsizio | 2 - 3 | Azəryol       | 14-25, 26-24, 20-25, 25-18, 10-15 |
| Play-off a 6 (andata) - 5 marzo 2015 PalaYamamay, Busto Arsizio          | Busto Arsizio | 3 - 0 | Dinamo Mosca  | 25-14, 25-22, 25-18               |
| Play-off a 6 (ritorno) - 12 marzo 2015 Druzhba Multipurpose Arena, Mosca | Dinamo Mosca  | 0 - 3 | Busto Arsizio | 23-25, 19-25, 26-28               |
| Semifinali - 4 aprile 2015 Arena Szczecin, Stettino                      | Chemik Police | 0 - 3 | Busto Arsizio | 21-25, 25-27, 21-25               |
| Finale - 5 aprile 2015 Arena Szczecin, Stettino                          | Eczacıbaşı    | 3 - 0 | Busto Arsizio | 25-20, 25-22, 25-21               |

## Statistiche

### Statistiche di squadra
| Competizione        | Punti | In casa | In casa | In casa | In trasferta | In trasferta | In trasferta | Totale | Totale | Totale |
| Competizione        | Punti | G       | V       | P       | G            | V            | P            | G      | V      | P      |
| ------------------- | ----- | ------- | ------- | ------- | ------------ | ------------ | ------------ | ------ | ------ | ------ |
| Serie A1            | 40    | 12      | 9       | 3       | 13           | 7            | 6            | 25     | 16     | 9      |
| Coppa Italia        | -     | 1       | 1       | 0       | 1            | 1            | 0            | 3      | 2      | 1      |
| Supercoppa italiana | -     | -       | -       | -       | -            | -            | -            | 2      | 1      | 1      |
| Champions League    | 12    | 5       | 3       | 2       | 5            | 4            | 1            | 12     | 8      | 4      |
| Totale              | -     | 18      | 13      | 5       | 19           | 12           | 7            | 42     | 27     | 15     |

G = partite giocate; V = partite vinte; P = partite perse

### Statistiche dei giocatori
| Giocatore    | Serie A1 | Serie A1 | Serie A1 | Serie A1 | Serie A1 | Coppa Italia | Coppa Italia | Coppa Italia | Coppa Italia | Coppa Italia | Supercoppa italiana | Supercoppa italiana | Supercoppa italiana | Supercoppa italiana | Supercoppa italiana | Champions League | Champions League | Champions League | Champions League | Champions League | Totale | Totale | Totale | Totale | Totale |
| Giocatore    | P        | PT       | AV       | MV       | BV       | P            | PT           | AV           | MV           | BV           | P                   | PT                  | AV                  | MV                  | BV                  | P                | PT               | AV               | MV               | BV               | P      | PT     | AV     | MV     | BV     |
| ------------ | -------- | -------- | -------- | -------- | -------- | ------------ | ------------ | ------------ | ------------ | ------------ | ------------------- | ------------------- | ------------------- | ------------------- | ------------------- | ---------------- | ---------------- | ---------------- | ---------------- | ---------------- | ------ | ------ | ------ | ------ | ------ |
| F. Aelbrecht | 5        | 5        | 4        | 0        | 1        | 0            | 0            | 0            | 0            | 0            | 0                   | 0                   | 0                   | 0                   | 0                   | 1                | 0                | 0                | 0                | 0                | 6      | 5      | 4      | 0      | 1      |
| E. Bogačëva  | 25       | 291      | 196      | 71       | 24       | 3            | 27           | 21           | 6            | 0            | 2                   | 22                  | 18                  | 4                   | 0                   | 12               | 102              | 65               | 27               | 10               | 42     | 442    | 300    | 108    | 34     |
| L. Camera    | 14       | 2        | 0        | 1        | 1        | 2            | 0            | 0            | 0            | 0            | 2                   | 0                   | 0                   | 0                   | 0                   | 7                | 0                | 0                | 0                | 0                | 25     | 2      | 0      | 1      | 1      |
| A. Degradi   | 15       | 75       | 68       | 3        | 4        | 1            | 7            | 7            | 0            | 0            | 2                   | 5                   | 5                   | 0                   | 0                   | 8                | 43               | 35               | 3                | 5                | 26     | 130    | 115    | 6      | 9      |
| V. Diouf     | 23       | 404      | 355      | 33       | 16       | 3            | 65           | 57           | 6            | 2            | 2                   | 62                  | 55                  | 4                   | 3                   | 11               | 179              | 156              | 11               | 12               | 39     | 710    | 623    | 54     | 33     |
| H. Havelková | 23       | 296      | 265      | 20       | 11       | 3            | 42           | 37           | 5            | 0            | 2                   | 20                  | 18                  | 1                   | 1                   | 11               | 110              | 94               | 13               | 3                | 39     | 468    | 414    | 39     | 15     |
| G. Leonardi  | 25       | 1        | 1        | -        | -        | 3            | -            | -            | -            | -            | 2                   | 1                   | 1                   | -                   | -                   | 12               | -                | -                | -                | -                | 42     | 2      | 2      | -      | -      |
| F. Marcon    | 24       | 166      | 139      | 22       | 5        | 3            | 18           | 14           | 3            | 1            | 2                   | 19                  | 16                  | 2                   | 1                   | 11               | 73               | 54               | 6                | 13               | 40     | 276    | 223    | 33     | 20     |
| C. Michel    | 21       | 124      | 78       | 40       | 6        | 3            | 2            | 2            | 0            | 0            | 2                   | 8                   | 6                   | 2                   | 0                   | 9                | 32               | 22               | 9                | 1                | 35     | 166    | 108    | 51     | 7      |
| R. Perry     | 19       | 112      | 99       | 8        | 5        | 3            | 13           | 12           | 1            | 0            | 0                   | 0                   | 0                   | 0                   | 0                   | 11               | 41               | 32               | 5                | 4                | 33     | 166    | 143    | 14     | 9      |
| G. Pisani    | 18       | 88       | 48       | 36       | 4        | 3            | 13           | 7            | 6            | 0            | 2                   | 7                   | 6                   | 1                   | 0                   | 10               | 34               | 14               | 14               | 6                | 33     | 142    | 75     | 57     | 10     |
| V. Rania     | 19       | 4        | 2        | 1        | 1        | 2            | 0            | 0            | 0            | 0            | 0                   | 0                   | 0                   | 0                   | 0                   | 8                | 5                | 3                | 0                | 2                | 29     | 9      | 5      | 1      | 3      |
| J. Wołosz    | 25       | 65       | 38       | 16       | 11       | 3            | 10           | 5            | 3            | 2            | 2                   | 4                   | 1                   | 1                   | 2                   | 12               | 31               | 9                | 15               | 7                | 42     | 110    | 53     | 35     | 32     |

P = presenze; PT = punti totali; AV = attacchi vincenti; MV = muri vincenti; BV = battute vincenti